# Лингва, Джорджо
Джорджо Лингва (итал. Giorgio Lingua; род. 23 марта 1960, Фоссано, Италия) — итальянский прелат и ватиканский дипломат. Титулярный архиепископ Тускании с 4 сентября 2010. Апостольский нунций в Иордании и Ираке с 4 сентября 2010 по 5 июля 2014. Апостольский нунций на Кубе с 5 июля 2014 по 22 июля 2019. Апостольский нунций в Хорватии с 22 июля 2019.